# Mesochernes venezuelanus
Mesochernes venezuelanus es una especie de arácnido  del orden Pseudoscorpionida de la familia Chernetidae.

## Distribución geográfica
Se encuentra en Venezuela.